# ميجانتيريون

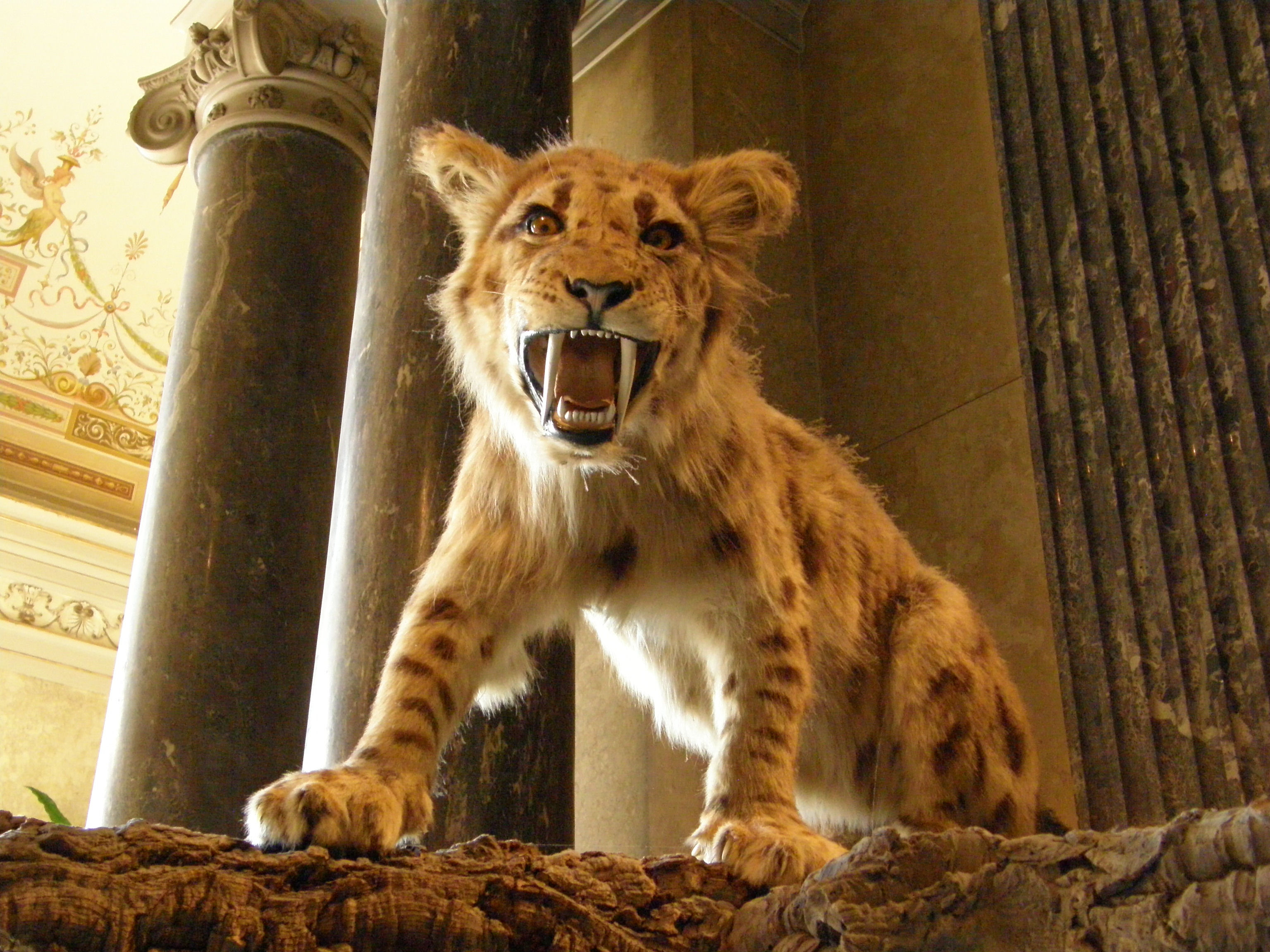
إعادة بناء الميجانتيريون

الميجانتيريون (Megantereon) هو جنس منقرض من القطط سيفية الأسنان
عاش في أمريكا الشمالية وأوراسيا وأفريقيا، ومن المحتمل أنه كان سلف السميلودون.